# Iモード絵文字
iモード絵文字（アイモードえもじ、i-mode絵文字、アイモード絵文字）、またはドコモ絵文字（ドコモえもじ）は、iモード対応の携帯電話およびこれに互換する携帯電子端末機器類に搭載される外字文字セット、もしくはその文字の総称。

## 概説
iモードで利用可能な外字の文字セットであり、未定義領域を除き271文字からなる。絵文字と呼ばれるように、記号類のみで構成されており、電子メールでの使用を想定している顔文字（例：=わーい）やスケジュールなどで使う多くのピクトグラム（例：=電車、=電話）を中心としたものとなっている。
iモード立ち上げメンバーである栗田穣崇が開発した。栗田によれば、絵文字のデザインをまとめたのは建築家の青木淳だという。
元はiモード用に開発されたNTTドコモによる独自仕様の機種依存文字であり、パソコンなど、他の環境で使われている文字セットとは基本的に互換性はなく、そのため一般にはiモード端末同士での利用に限られる。
ただし、2005年から2006年に掛けてNTTドコモと、au（KDDI・沖縄セルラー電話連合）・ソフトバンクモバイルの端末間で相互に絵文字変換機能が実装されたため、利用者は通常の方法で絵文字を含むEメール送受信が可能となった。PHSやコンピュータ端末との間では互換性はないが、ウィルコムとは2008年1月22日に絵文字変換を相互に開始し、またPC環境向けに開発されたフォントが有償もしくは無償で提供されており、インストールすることで表示が可能になる。
収録されている文字や記号の中には既存の文字セットにも見られるものがいくつか含まれているが、,,といった四角の中に数字を書いたものが含まれている文字コードは他にはAdobe-Japan1-4以降のみである（CID 10764から、四角中に数字・ひらがな・カタカナ・アルファベットが含まれたグリフが定義されている）
2016年にはニューヨーク近代美術館で1999年にNTTドコモの「iモード」で使われた176種類の絵文字の展示がされた。
2025年5月21日、NTTドコモはドコモ絵文字の終了を自社サイトで発表した。同年6月下旬発売するスマートフォンから順次、利用ができなくなる。なお、NTTドコモはLINEスタンプとして、ドコモ絵文字の提供を同サービスに行っており、こちらに関しては引き続き使用できることをLINEヤフーが発表している。

## 文字集合
iモードの絵文字には、基本絵文字セットと拡張絵文字セットがある。拡張セットに対応しているのはHTML4.0対応バージョン以後の機種（504i/212i/251i=一部除く= と、FOMA2051・2102以降）である。拡張セットの文字は古い機種では表示できない。
また、文字には色も定義されている。前出のものでは、「わーい」が紫、「電車」が緑、「バス」が赤とされている。もちろん、カラー表示のできない501iといった初期の機種では、すべて黒で表示される。

## Unicode
2010年10月にUnicode 6.0が公開された。このバージョンで正式に他のキャリアの絵文字と一緒にiモードの絵文字が採用された。
Unicodeで表現したiモード絵文字の一覧を下記に示す。（表は、iモードのShift_JISの配列）
|     | 0  | 1  | 2  | 3  | 4  | 5  | 6  | 7  | 8  | 9  | A  | B  | C  | D  | E      | F       |
| --- | -- | -- | -- | -- | -- | -- | -- | -- | -- | -- | -- | -- | -- | -- | ------ | ------- |
| F89 |    |    |    |    |    |    |    |    |    |    |    |    |    |    |        | ☀       |
| F8A | ☁  | ☔ | ⛄ | ⚡ | 🌀 | 🌁 | 🌂 | ♈ | ♉ | ♊ | ♋ | ♌ | ♍ | ♎ | ♏     | ♐      |
| F8B | ♑ | ♒ | ♓ | 🎽 | ⚾ | ⛳ | 🎾 | ⚽ | 🎿 | 🏀 | 🏁 | 📟 | 🚃 | Ⓜ️ | 🚄     | 🚗      |
| F8C | 🚙 | 🚌 | 🚢 | ✈  | 🏠 | 🏢 | 🏣 | 🏥 | 🏦 | 🏧 | 🏨 | 🏪 | ⛽ | 🅿  | 🚥     | 🚻      |
| F8D | 🍴 | ☕ | 🍸 | 🍺 | 🍔 | 👠 | ✂  | 🎤 | 🎥 | ↗  | 🎠 | 🎧 | 🎨 | 🎩 | 🎪     | 🎫      |
| F8E | 🚬 | 🚭 | 📷 | 👜 | 📖 | 🎀 | 🎁 | 🎂 | ☎  | 📱 | 📝 | 📺 | 🎮 | 💿 | ♥      | ♠       |
| F8F | ♦  | ♣  | 👀 | 👂 | ✊ | ✌  | ✋ | ↘  | ↖  | 👣 | 👟 | 👓 | ♿ |    |        |         |
| F94 | 🌑 | 🌔 | 🌓 | 🌙 | 🌕 | 🐶 | 🐱 | ⛵ | 🎄 | ↙  | ぴ | あ | ﾁｹ⃣ | ﾁｹ | 先 tel | Ｐ ｺｰﾄﾞ |
| F95 | 🎬 | 👝 | ✒  | 🎦 | ぴ⃣ | 👤 | 💺 | 🌃 | ぴ⃝ | ぴ⃞ | C!⃞ | 🔜 | 🔛 | 🔚 | ⏰     | F⃣       |
| F96 | D⃣  | S⃣  | C⃣  | R⃣  | ◪  | ◼  | ▽  | †  | †  | †  | †  | I⃣  | M⃣  | E⃣  | VE⃣     | 🔵      |
| F97 | 💳⃠ | ❎ | 📲 | 📩 | 📠 | ℹ  | ℹ  | ✉  | Đ  | Ⓓ  | 💴 | 🆓 | 🆔 | 🔑 | ↩      |         |
| F98 | 🆑 | 🔍 | 🆕 | 🚩 | ➿ | #⃣  | Ⓠ  | 1⃣  | 2⃣  | 3⃣  | 4⃣  | 5⃣  | 6⃣  | 7⃣  | 8⃣      | 9⃣       |
| F99 | 0⃣  | ❤  | 💓 | 💔 | 💕 | 😃 | 😠 | 😞 | 😖 | 😵 | ⤴  | 🎵 | ♨  | 💠 | 💋     | ✨      |
| F9A | 💡 | 💢 | 👊 | 💣 | 🎶 | ⤵  | 💤 | ❗ | ⁉  | ‼  | 💥 | 💦 | 💧 | 💨 | 〰     | ➰      |
| F9B | 🆗 | α  | α⃣  | 👕 | 👛 | 💄 | 👖 | 🏂 | 🔔 | 🚪 | 💰 | 💻 | 💌 | 🔧 | ✏      | 👑      |
| F9C | 💍 | ⏳ | 🚲 | 🍵 | ⌚ | 😔 | 😌 | 😅 | 😓 | 😡 | 😒 | 😍 | 👍 | 😜 | 😉     | 😆      |
| F9D | 😣 | 😏 | 😭 | 😢 | 🆖 | 📎 | ©  | ™  | 🏃 | ㊙ | ♻  | ®  | ⚠  | 🈲 | 🈳     | 🈴      |
| F9E | 🈵 | ↔  | ↕  | 🏫 | 🌊 | 🗻 | 🍀 | 🍒 | 🌷 | 🍌 | 🍎 | 🌱 | 🍁 | 🌸 | 🍙     | 🍰      |
| F9F | 🍶 | 🍜 | 🍞 | 🐌 | 🐤 | 🐧 | 🐟 | 😋 | 😁 | 🐴 | 🐷 | 🍷 | 😱 |    |        |         |

## iモード絵文字を内包する絵文字
iモード絵文字を表示できる絵文字集合。ただし、一部のロゴなどは収録していない場合がある。
Lモード絵文字
iモード絵文字を絵柄を変えずに収録している
WILLCOM絵文字・Y!mobile絵文字
iモード絵文字をweb絵文字という名前で絵柄を変えずに収録している
イー・モバイル絵文字
iモード絵文字を独自に描き替えた絵柄で収録している